# Andrómeda (Auguste Rodin)
Andrómeda es una escultura del artista francés Auguste Rodin. Es una de las esculturas que forman parte de la hoja derecha de La Puerta del Infierno. Una parte de la obra también se usa en un detalle de la hoja izquierda, en Genio alado que cae.
Se exhibió por primera vez en 1889, en una exposición conjunta con Claude Monet, en la Galería Georges Petit.
Según el poeta Rainer Maria Rilke, la vida que expresa Andrómeda en todo su cuerpo es mucho más dispersa, grandiosa y misteriosa que la vida que se expresaba en los rostros, la cual era mucho más fácil de leer.